# Museo Comarcal de Hellín
El Museo Comarcal de Hellín es una institución museística de Hellín en la provincia de Albacete, España, dedicada al patrimonio histórico y natural de la Comarca de Hellín. Creado en 1995, su espacio cultural fue concebido como «institución permanente, sin fines de lucro, al servicio de la sociedad y abierta al público, que adquiere, conserva, estudia, expone y difunde el patrimonio material e inmaterial de la humanidad y su ambiente con fines de estudio, educación y recreo». Está instalado en un edificio modernista de finales del siglo xix, en el casco histórico de la ciudad. Sus fondos proceden de prospecciones, excavaciones arqueológicas y depósitos y cesiones del Museo de Albacete.

## Contenido y distribución
Instalado en un edificio rehabilitado por la Escuela Taller del ayuntamiento de Hellín, tiene su entrada principal por una puerta de madera tallada por el ebanista local Sebastián Guillén, protegida por una llamativa cancela de estilo modernista trabajada en forja de hierro. Dispone de siete salas repartidas en las tres plantas de la antigua casa señorial. En la planta baja destaca un bargueño del siglo xvi, así como una colección de cuadros de pintores locales (Felipe Monteagudo y Carmen del Berro); también se instalan aquí las exposiciones temporales. En la primera planta se muestra el fondo arqueológico y en la tercera el etnográfico, con un rico catálogo de cerámica local, y loza y vidrio de Cartagena, además de una colección de objetos representativos de la cultura del esparto (alpargatería) y otras artes decorativas populares, como una prensa manual de vino del siglo xix realizada en madera y hierro.
De entre el conjunto de sus fondos sobresalen: un león ibérico tallado en piedra del Tolmo de Minateda, el "Sarcófago de Hellín", y una jarra vinatera decorada en rojo y de porte griego, del tipo enócoe, usada para sacar de la tinaja la bebida previamente aguada. El museo expone además una amplia colección de objetos arqueológicos –los más antiguos fechados entre el Paleolítico inferior, así como ejemplos del arte visigodo, romano y musulmán– y un conjunto de cerámica popular representativo de la cultura manchega.
El museo habilita también sala de conferencias, sala de trabajo y laboratorio de restauración.